# Patinatge artístic als Jocs Olímpics d'hivern de 1952
Als Jocs Olímpics d'Hivern de 1952 celebrats a la ciutat d'Oslo (Noruega) es disputaren tres proves de patinatge artístic sobre gel, una en categoria masculina, una altra en categoria femenina i una tercera en categoria mixta per parelles. Les proves es disputaren entre els dies 16 i 21 de febrer de 1952 a les instal·lacions de l'Estadi Olímpic d'Oslo.

## Resum de medalles

### Categoria masculina
| Prova              | Or          | Argent       | Bronze       |
| Individual detalls | Dick Button | Helmut Seibt | James Grogan |

### Categoria femenina
| Prova              | Or                | Argent          | Bronze             |
| Individual detalls | Jeannette Altwegg | Tenley Albright | Jacqueline du Bief |

### Categoria mixta
| Prova            | Or                           | Argent                                    | Bronze                           |
| Parelles detalls | AlemanyaRia Falk · Paul Falk | Estats UnitsKarol Kennedy · Peter Kennedy | HongriaMarianna Nagy László Nagy |

## Medaller
| Posició | País         | Or | Argent | Bronze | Total |
| 1       | Estats Units | 1  | 2      | 1      | 4     |
| 2       | Alemanya     | 1  | 0      | 0      | 1     |
| 2       | Regne Unit   | 1  | 0      | 0      | 1     |
| 4       | Àustria      | 0  | 1      | 0      | 1     |
| 5       | Hongria      | 0  | 0      | 1      | 1     |
| 5       | França       | 0  | 0      | 1      | 1     |
|         |              |    |        |        |       |
| Total   | Total        | 3  | 3      | 3      | 9     |